# Rezolucija Vijeća sigurnosti UN-a 1285
Rezolucijom Vijeća sigurnosti UN-a 1285, jednoglasno usvojenom 13. siječnja 2000., nakon podsjećanja na prethodne rezolucije o Hrvatskoj uključujući rezolucije 779 (1992.), 981 (1995.), 1147 (1998.), 1183 (1998.), 1222 (1999.) i 1252 (1999.), Vijeće je ovlastilo Promatračku misiju UN-a na Prevlaci (UNMOP) da nastavi nadzirati demilitarizaciju na području poluotoka Prevlake u Hrvatskoj do 15. srpnja 2000. Bila je to prva rezolucija Vijeća sigurnosti u 2000.
Vijeće sigurnosti ostalo je zabrinuto zbog kršenja režima demilitarizacije i ograničenja slobode kretanja promatrača Ujedinjenih naroda. Međutim, došlo je do nekih pozitivnih pomaka. Pozdravila je otvaranje graničnog prijelaza između Hrvatske i Crne Gore. Omogućio je civilni i komercijalni promet bez sigurnosnih incidenata, što predstavlja značajnu mjeru izgradnje povjerenja između dviju zemalja.
I Hrvatska i SR Jugoslavija (Srbija i Crna Gora) pozvane su da u potpunosti provedu sporazum o normalizaciji međusobnih odnosa, prestanu s kršenjem režima demilitarizacije, smanje napetosti i osiguraju slobodu kretanja promatračima Ujedinjenih naroda. Od glavnog tajnika Kofija Annana zatraženo je da do 15. travnja 2000. izvijesti o preporukama za mjere izgradnje povjerenja između dviju strana. Konačno, Stabilizacijske snage, ovlaštene Rezolucijom 1088 (1996.) i proširene Rezolucijom 1247 (1999.), pozvane su da surađuju s UNMOP-om.

## Vanjske poveznice
| Wikizvor | Engleski Wikizvor ima izvorni tekst na temu: United Nations Security Council Resolution 1285 |

- Text of the Resolution at undocs.org